# Нільс Ґ'єльмстрем
Нільс Ґ'єльмстрем (29 серпня 1915 — 17 жовтня 2003) — шведський стрибун з трампліна. Він брав участь в індивідуальних змаганнях на Зимових Олімпійських іграх 1936 року.